# Paweł Iwaszkiewicz
Paweł Iwaszkiewicz (ur. 2 grudnia 1959) – polski flecista grający muzykę dawną i folk.
Jest absolwentem Wydziału Prawa Uniwersytetu Warszawskiego. Umiejętność gry na flecie prostym doskonalił u Davida Meltzera w Jerozolimie oraz u Ricardo Kanji i Roberta Ehrlicha. Gra na dawnych instrumentach dętych: fletach prostych, flecie poprzecznym, bombardzie, dudach muzykę od średniowiecza do baroku, a także muzykę celtycką i bretońską.
Jest współzałożycielem (1987) zespołu Open Folk i Dancerye, z którymi muzykę celtycką i bretońską prezentował w Polsce i Austrii, Szwajcarii i Francji (Bretania). W dziedzinie muzyki dawnej współpracował z zespołami Klub Świętego Ludwika, Ars Nova, Lege Artis, Una Voce, Ars Cantus, Il Canto, Concerto Polacco, Praetorius Consort, Dolcimelo. 
Nagrał wraz z Maciejem Maleńczukiem i Wandą Laddy płytę „Cantigas de Santa Maria” ze zbioru pieśni Alfonsa X el Sabio.
Autor muzyki do spektakli teatralnych w krakowskim Teatrze Bückleina. 
Występował w Niemczech, Francji, Rosji, w Japonii i na Tajwanie.